# ريد ستار بانغي
نادي ريد ستار بانغي، هو نادي كرة قدم في إفريقيا الوسطى يلعب حاليًا في دوري جمهورية إفريقيا الوسطى الممتاز. ومقره العاصمة بانغي.

## تاريخ
في موسم 2017/18، لعب ريد ستار في دوري الدرجة الثانية، دوري الدرجة الثانية في المقاطعة. بحلول موسم 2018/19 بات يلعب في الدرجة الأولى.